# Довбушанка (гора)
Довбуша́нка — горная вершина в Украинских Карпатах, в массиве Горганы. Расположена в юго-западной части Надворнянского района Ивано-Франковской области, на одноименном хребте Довбушанка.
Высота горы — 1754 м. Вершина вытянута с северо-запада на юго-восток. Северо-восточные склоны крутые, юго-западные — более пологие. Распространены каменные осыпи и труднопроходимые заросли — криволесья. У подножия горы — хвойные леса (преимущественно ель). На вершине — сосна горная, разнотравье и лишайники.
Ближайшие населенные пункты сёла: Зелёная, Быстрица, Поляница.